# Jüri Ratas
Jüri Ratas, estonski politik, * 2. julij 1978, Talin.
Ratas je nekdanji predsednik vlade Republike Estonije. Od 18. marca 2021 do 10. aprila 2023 je opravljal funkcijo predsednika estonskega parlamenta.